# Jordan Todosey

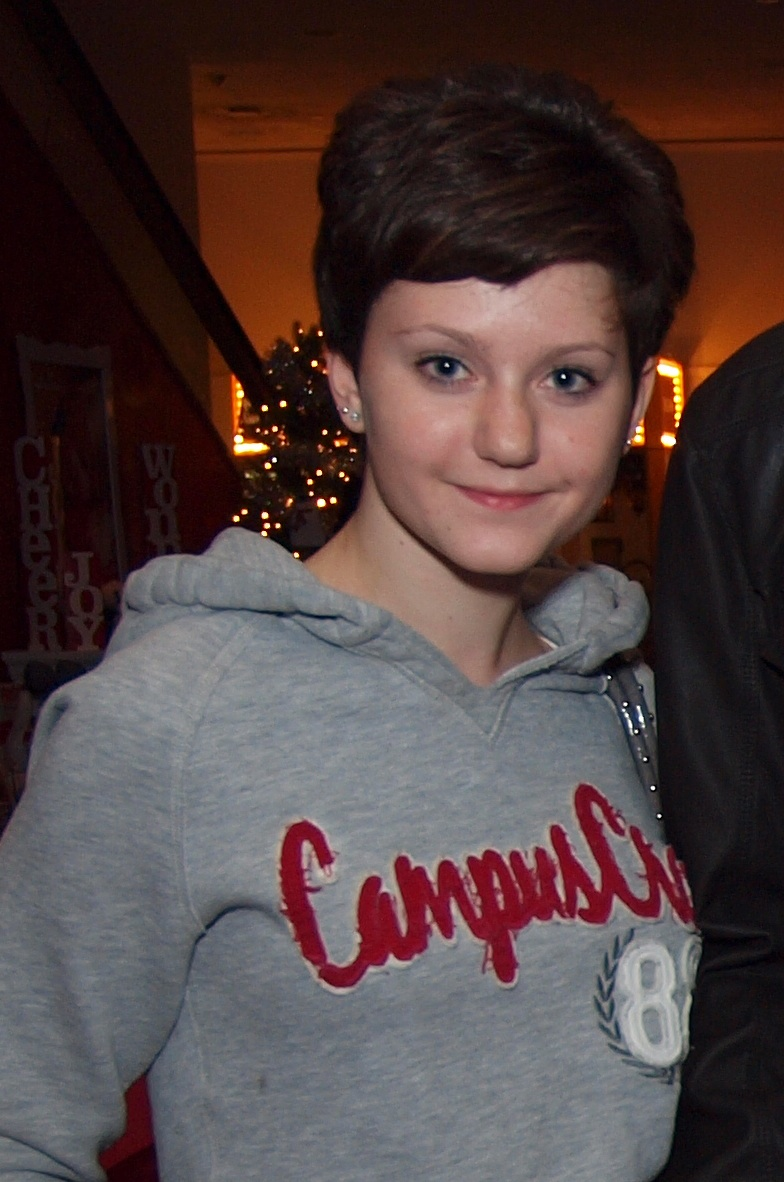
Todosey im Jahr 2010

Jordan Todosey (* 8. Februar 1995) ist eine kanadische Jugendschauspielerin.
Sie wurde durch die Rolle in der Serie Mensch, Derek! bekannt. Für die Transgender-Rolle Adam Torres in der Serie Degrassi: The Next Generation erhielt sie 2011 einen Gemini Award.
2006 spielte sie die Pflegeschwester in Step up an der Seite von Channing Tatum.

## Filmografie (Auswahl)
- 2005: Der Babynator (The Pacifier)
- 2005: The Prize Winner of Defiance, Ohio
- 2005–2008: Mensch, Derek! (Life with Derek)
- 2006: Instant Star
- 2006: Santa Baby
- 2006: Step Up
- 2007: The Stone Angel
- 2008: Flashpoint – Das Spezialkommando (Flashpoint, 1 Folge)
- 2010: Cassie – Eine verhexte Hochzeit (The Good Witch’s Gift, Fernsehfilm)
- 2010–2013: Degrassi: The Next Generation
- 2011: Rookie Blue (1 Folge)
- 2013: Saving Hope (1 Folge)
- 2014: He Never Died
- 2015: Reign
- 2015–2016: Between
- 2016: Murdoch Mysteries  – Auf den Spuren mysteriöser Mordfälle (Murdoch Mysteries, Fernsehserie, 1 Folge)
- 2018: The Detail (Fernsehserie, 1 Folge)